# Лук Декандоля
Лук Декандоля (лат. Allium candolleanum) — многолетнее травянистое растение, вид рода Лук (Allium) семейства Луковые (Alliaceae).
Вид назван в честь швейцарско-французского ботаника Огюстена Пирама Декандоля.

## Распространение и экология
В природе ареал вида охватывает Абхазию и юго-восток Краснодарского края (Россия).
Произрастает на субальпийских и альпийских лугах.

## Ботаническое описание
Луковица шаровидная, диаметром около 0,75—1,5 см; наружные оболочки серые, бумагообразные. Стебель высотой 20—30 см, круглый, тонкий.
Листья в числе двух—трёх, шириной 3—7 мм, узколинейные, к основанию и к верхушке постепенно суженные, по краю почти гладкие, острые, немного короче стебля.
Чехол в полтора или почти два раза короче зонтика, заострённый. Зонтик с луковичками или без них, пучковатый, немногоцветковый. Цветоножки немного короче или в полтора раза длиннее околоцветника, неравные, без прицветников. Листочки ширококолокольчатого, почти полушаровидного околоцветника белые, с розоватым оттенком, тупые, длиной 10—12 мм, наружные эллиптические, внутренние обратно-ланцетно-эллиптические. Нити тычинок почти в два раза короче листочков околоцветника, при основании между собой и с околоцветником сросшиеся, треугольно-шиловидные, внутренние в полтора раза шире. Столбик не выдается из околоцветника; семяпочек шесть.

## Таксономия
Вид Лук Декандоля входит в род Лук (Allium) семейства Луковые (Alliaceae) порядка Спаржецветные (Asparagales).
|  |                                      |  |                                                             |                                                             |                   |  | ещё 24 семейства (согласно Системе APG II) | ещё 24 семейства (согласно Системе APG II) |                     |  |  |  | ещё более 870 видов |
|  |                                      |  |                                                             |                                                             |                   |  | ещё 24 семейства (согласно Системе APG II) | ещё 24 семейства (согласно Системе APG II) |                     |  |  |  | ещё более 870 видов |
|  |                                      |  |                                                             | порядок Спаржецветные                                       |                   |  |                                            |                                            | род Лук             |  |  |  |                     |
|  |                                      |  |                                                             | порядок Спаржецветные                                       |                   |  |                                            |                                            | род Лук             |  |  |  |                     |
|  | отдел Цветковые, или Покрытосеменные |  |                                                             |                                                             | семейство Луковые |  |                                            |                                            | вид Лук Декандоля   |  |  |  |                     |
|  | отдел Цветковые, или Покрытосеменные |  |                                                             |                                                             | семейство Луковые |  |                                            |                                            |                     |  |  |  |                     |
|  |                                      |  | ещё 44 порядка цветковых растений (согласно Системе APG II) | ещё 44 порядка цветковых растений (согласно Системе APG II) |                   |  |                                            | ещё около 300 родов                        | ещё около 300 родов |  |  |  |                     |
|  |                                      |  |                                                             | ещё 44 порядка цветковых растений (согласно Системе APG II) |                   |  |                                            |                                            | ещё около 300 родов |  |  |  |                     |